# Aeroporto de Morada Nova
O Aeroporto de Morada Nova (ICAO: SNMO) está localizado no município de Morada Nova, no Ceará, Brasil.
Suas coordenadas são as seguintes: 05°05'01.00"S de latitude e 38°23'01.00"W de longitude. Possui uma pista de 1015m de cascalho.